# ناکارآمدی جنسی
ناکارآمدی جنسی یا کژکاری جنسی (به انگلیسی: sexual dysfunction) را می‌توان به مشکلاتی که در یک یا چند مرحله از مراحل آمیزش جنسی، بُروز می‌کند و سبب کاهش لذت جنسی یا عدم دست‌یابی به اوج لذت جنسی می‌شوند، تعریف کرد.
چرخه پاسخ جنسی انسان، فرایندی فیزیولوژیکی دارد که مراحل برانگیختگی، تهییج، اوج لذت جنسی، و فرونشینی را شامل می‌شود. ناکارآمدی‌های جنسی مشکلاتی هستند که در این چرخه رخ می‌دهند. بروز مشکلات اتفاقی یا دوره‌ای در کارکرد جنسی امری متداول است.
ناکارآمدی جنسی را می‌توان در کل به عنوان نقصی مستمر در تمایل یا پاسخ جنسی تعریف کرد که باعث بروز مشکلات بین فردی یا ناراحتی شخصی می‌شود. گاه این ناکارآمدی‌ها مستقل از سایر اختلالات روانشناختی یا بیماری‌های جسمانی و گاه ناشی از عوامل عضوی باشد، در مورد آن تشخیص ناکارآمدی‌های جنسی داده نمی‌شود. تجارب و نگرش‌های برآمده از عواملی همچون شیوهٔ تربیت، عوامل شخصیتی، عدم آگاهی، یا مورد سوء استفاده جنسی واقع شدن در سنین پائین فرد را مستعد ابتلا به ناکارآمدی جنسی می‌کنند. از جمله دیگر علل پیشایند این پدیده می‌توان به تعارض با همسر، بی‌وفائی، تغییرات زیستی مربوط به سن، افسردگی، یا ناتوانی اتفاقی به واسطه خستگی مفرط، فشار روانی، اضطراب، یا مصرف الکل اشاره کرد. ناکارآمدی ممکن است به واسطهٔ انتظار کشیدن ناتوانی، واکنش همسر، ارتباط کلامی ضعیف، و محدودیت مهارت‌های جنسی تداوم یابد. به دلیل وسعت عواملی که در ناکارآمدی‌های جنسی نقش دارند، متخصصان بالینی باید بسیاری از ابعاد فعالیت جنسی را به دقت مورد بررسی و کنکاش قرار دهند.

## انواع ناکارآمدی جنسی
1. اختلالات میل جنسی:عدم خیال پردازی جنسی یا میل به رابطه جنسی به‌طور مستمر یا عودکننده؛ که با ناراحتی و مشکلات بین فردی قابل توجهی همراه است.
2. اختلالات برانگیختگی جنسی. اجتناب و پرهیز مفرط از نزدیکی با شریک جنسی به‌طور مستمر یا عودکننده؛ که با ناراحتی و مشکلات بین فردی قابل توجهی همراه است.
3. اختلالات اوج لذت جنسی. در زنان، تأخیر در رسیدن یا عدم رسیدن به اوج لذت جنسی به دنبال تهییج جنسی به‌طور مستمر یا عودکننده. در مردان، (الف) انزال سریع یا زود رس، (ب) مشکل مرد در رسیدن به اوج لذت جنسی یا تأخیر در رسیدن به آن. این اختلالات باعث بروز ناراحتی و مشکلات بین فردی قابل توجهی می‌شوند.

## اطلاعات مورد نیاز برای تشخیص و درمان ناکارآمدی جنسی
1. ماهیت ناکارآمدی (مثلاً، عدم تمایل به رابطه جنسی، ناتوانی در رسیدن به اوج لذت جنسی).
2. مشکل جنسی چه موقع برای اولین بار بروز کرده‌است (چه مدت قبل؟ در چه موقعیتی؟).
3. هرچند وقت یک بار فرد با این مشکل مواجه می‌شود (با هر شریک جنسی؟ مکرراً یا گهگاه؟).
4. سیر ناکارآمدی (شروع آن حاد بوده یا تدریجی؟).
5. از نظر بیمار، علت مشکل چیست؟ (مثلاً ممکن است مشکل صرفاً ناشی از این باشد که سن من بالا رفته‌است).
6. بیمار و شریک جنسی‌اش برای اصلاح ناکارآمدی چه اقداماتی انجام داده‌اند و اقدامات آن‌ها چه نتایجی داشته‌است.[۳]